# Dar Młodzieży
Le Dar Młodzieży est un voilier de type trois-mâts carré en acier battant pavillon polonais. Son port d'attache est Gdynia.
Construit à Gdańsk en 1981 pour remplacer le Dar Pomorza, il est l’aîné d'une grande famille de sister-ships (les ukrainiens Droujba et Khersones, les russes Mir, Pallada et Nadejda).
Navire-école de la marine polonaise qui l'utilise pour former des cadets et dessiné par l'architecte Zygmunt Choreń, c'est un voilier ultra-moderne.
Depuis quelques années, il est utilisé pour le stage des élèves de l'École supérieure de navigation d'Anvers, pour une navigation le long des côtes Ouest de l'Europe.
Il participe à de nombreuses courses, notamment la Cutty Sark Tall Ships' Race, où il obtient régulièrement d'excellents résultats.
Il a remporté le Boston Teapot Trophy en 1988, parcourant 1 241 milles en 124 heures.

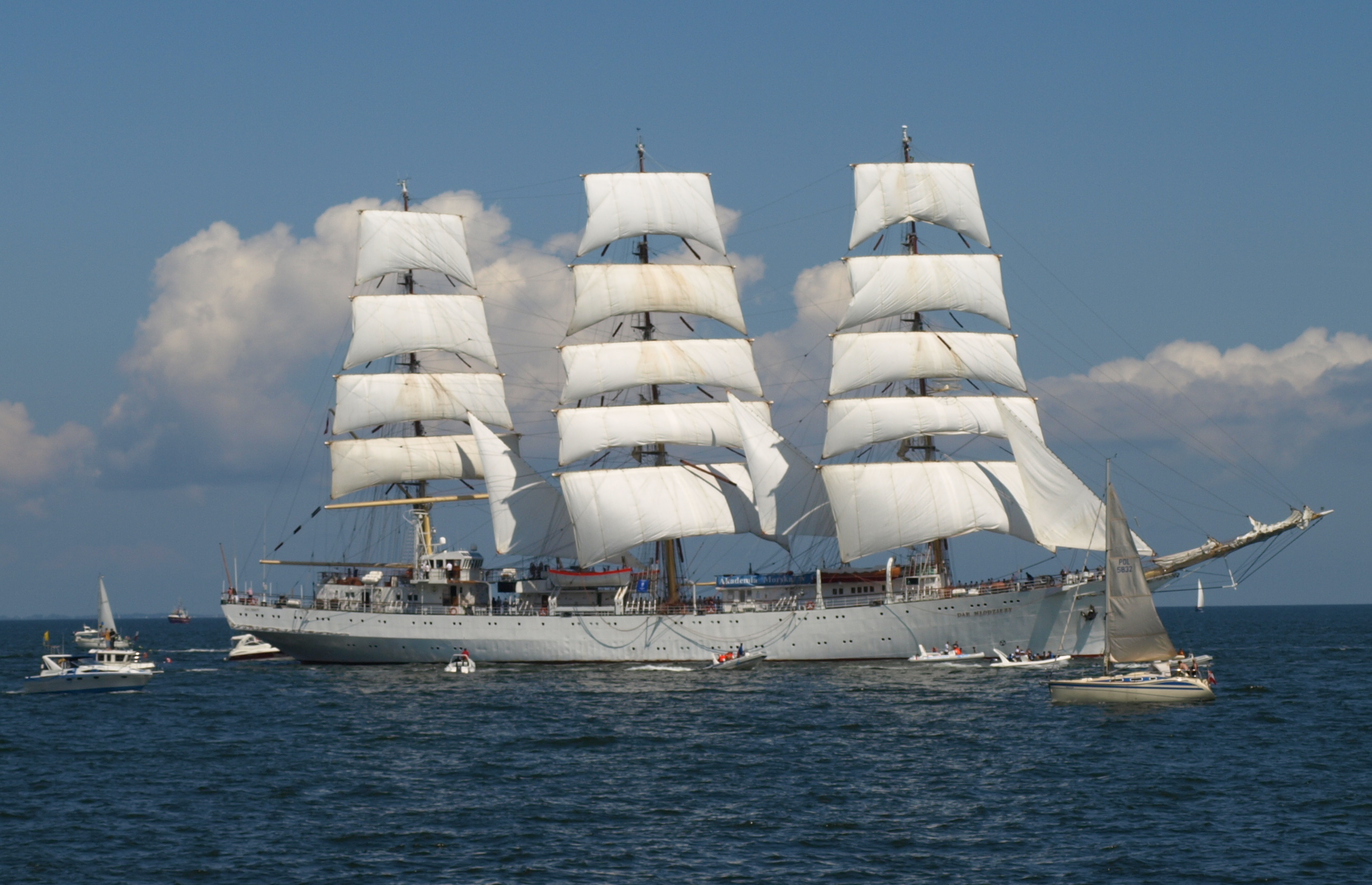
Dar Młodzieży sous voile.

Il est au départ de Rouen pour la Tall Ships' Races (Rouen - Liverpool 2008).

## Manifestations maritimes
Dans le cadre de la Tall Ships' Race 2025, le Dar Młodzieży était ou sera présent  :
- au Havre lors des Grandes Voiles du Havre 2025 (du 4 au 7 juillet 2025[4]), où sera donné le départ de la course le 7 juillet 2025,
- à Dunkerque lors des Voiles de légende (du 10 au 13 juillet 2025), première escale de la course, avant de se poursuivre vers Aberdeen (Écosse), Kristiansand (Norvège) et enfin Esbjerg (Danemark).

Présent à Dunkerque du 29 mai au 2 juin 2013 quai Guillain dans le cadre de « Dunkerque capitale régionale de la culture 2013 » en présence de 22 autres bateaux prestiges à visiter dont le Belem, l’Artémis, le Morgenster, la Mercedes, la Santa Maria Manuela, le Mir, le Krusenstern...
Le Dar Młodzieży était présent à Rouen lors :
- de l'Armada de Rouen 2023 (8 au 18 juin 2023[5]).
- de l'Armada 2019,
- de l'Armada 2013,
- de l'Armada 2008,
- de l'Armada Rouen 2003,
- de l'Armada du siècle en 1999,
- de l'Armada de la liberté en 1994,
- des Voiles de la liberté en 1989.

Aux Fêtes maritimes de Brest :
- Brest 2004

Au festival Escale à Sète (2016)

## Caractéristiques
- Coque en acier
- Vitesse : jusqu'à 16 nœuds, vitesse de croisière : 9 nœuds